# Notopteris macdonaldi
Notopteris macdonaldi là một loài động vật có vú trong họ Dơi quạ, bộ Dơi. Loài này được Gray mô tả năm 1859.

## Hình ảnh

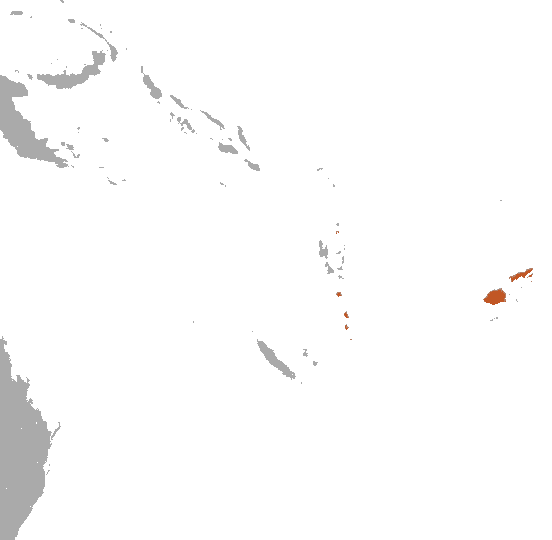